# Stannard (Vermont)
Stannard – miasto w Stanach Zjednoczonych, w stanie Vermont, w hrabstwie Caledonia.